# Moto Guzzi 2C
La 125 2C 4T è una motocicletta prodotta dalla Moto Guzzi a partire dal 1979 (la presentazione avvenne al Salone di Milano di quell'anno) con motore di piccola cilindrata a quattro tempi.

## Descrizione
Il motore, derivato dal quattro cilindri delle Benelli e Moto Guzzi 254, è un bicilindrico monoalbero a carter umido lubrificato dalla pompa trocoidale. La soluzione del bicilindrico quattro tempi distingueva la "2C" dal resto della produzione del mercato delle 125 stradali dell'epoca, dominato da monocilindriche e bicilindriche a due tempi, con qualche sparuta quattro tempi. Inoltre, era l'unica dotata di avviamento elettrico.
Per quanto riguarda la ciclistica e le sovrastrutture, vennero impiegate diverse componenti della "sorella maggiore"; il cruscotto, contrariamente alla 254, era situato sulla testa di forcella (anziché sul serbatoio).
Il motore si dimostrò particolarmente incline a girare ad alti regimi (la potenza massima era ad oltre 10.000 giri, e si potevano tranquillamente toccare gli 11.000) e con una curva di potenza piuttosto acuta.

## Benelli 124
Venduta anche con il marchio Benelli (con la denominazione 124) la moto ebbe scarso successo a causa dell'erogazione del motore, delle scarse prestazioni e del prezzo elevato, uscendo di produzione a fine 1981.